# Абзаковский сельсовет (Учалинский район)
Абзаковский сельсове́т (баш. Абҙак ауыл советы) — упразднённая в 2008 году административно-территориальная единица и сельское поселение (тип муниципального образования) в составе Учалинского района. Код ОКАТО — 80253805000. Согласно Закону Республики Башкортостан «О границах, статусе и административных центрах муниципальных образований в Республике Башкортостан» от 16 декабря 2004 года Абзаковский сельсовет имел статус сельского поселения. Центром сельсовета являлось деревня Абзаково.

## Состав сельсовета
- д. Абзаково,
- д. Абсалямово,
- д. Бурангулово,
- д. Маломуйнаково,
- д. Татлембетово.

## История
Закон Республики Башкортостан от 19.11.2008 N 49-з «Об изменениях в административно-территориальном устройстве Республики Башкортостан в связи с объединением отдельных сельсоветов и передачей населённых пунктов» гласил:

 "Внести следующие изменения в административно-территориальное устройство Республики Башкортостан:

43) по Учалинскому району:
а) объединить Мансуровский и Абзаковский сельсоветы с сохранением наименования «Мансуровский» с административным центром в деревне Мансурово.
Включить деревни Абзаково, Абсалямово, Бурангулово, Маломуйнаково, Татлембетово Абзаковского сельсовета в состав Мансуровского сельсовета.
Утвердить границы Мансуровского сельсовета согласно представленной схематической карте.

Исключить из учетных данных Абзаковский сельсовет 

## Географическое положение
На 2008 год граничил с Челябинской областью, с муниципальными образованиями: Старобайрамгуловский сельсовет, Поляковский сельсовет, Тунгатаровский сельсовет, Кирябинский сельсовет, Ильчинский сельсовет, Мансуровский сельсовет («Закон Республики Башкортостан от 17.12.2004 N 126-з (ред. от 19.11.2008) „О границах, статусе и административных центрах муниципальных образований в Республике Башкортостан“»).

## Природа
Северо-Уральское и Кирябинское лесничества Учалинского лесхоза, речки Семибратка, Шарбаш

## автодороги
Поляковка — Вознесенск, Абзак — Тунгатар, Мансур — Абзак, грунтовая дорога Рысай — Абзак.